# Rhäzüns
Rhäzüns (Reto-Romaans: Razén; Italiaans (verouderd): Razeno of Rozinno) is een gemeente en plaats in het Zwitserse kanton Graubünden, en maakt deel uit van het district Imboden.
Rhäzüns telt 1220 inwoners.